# Michael Cashmore

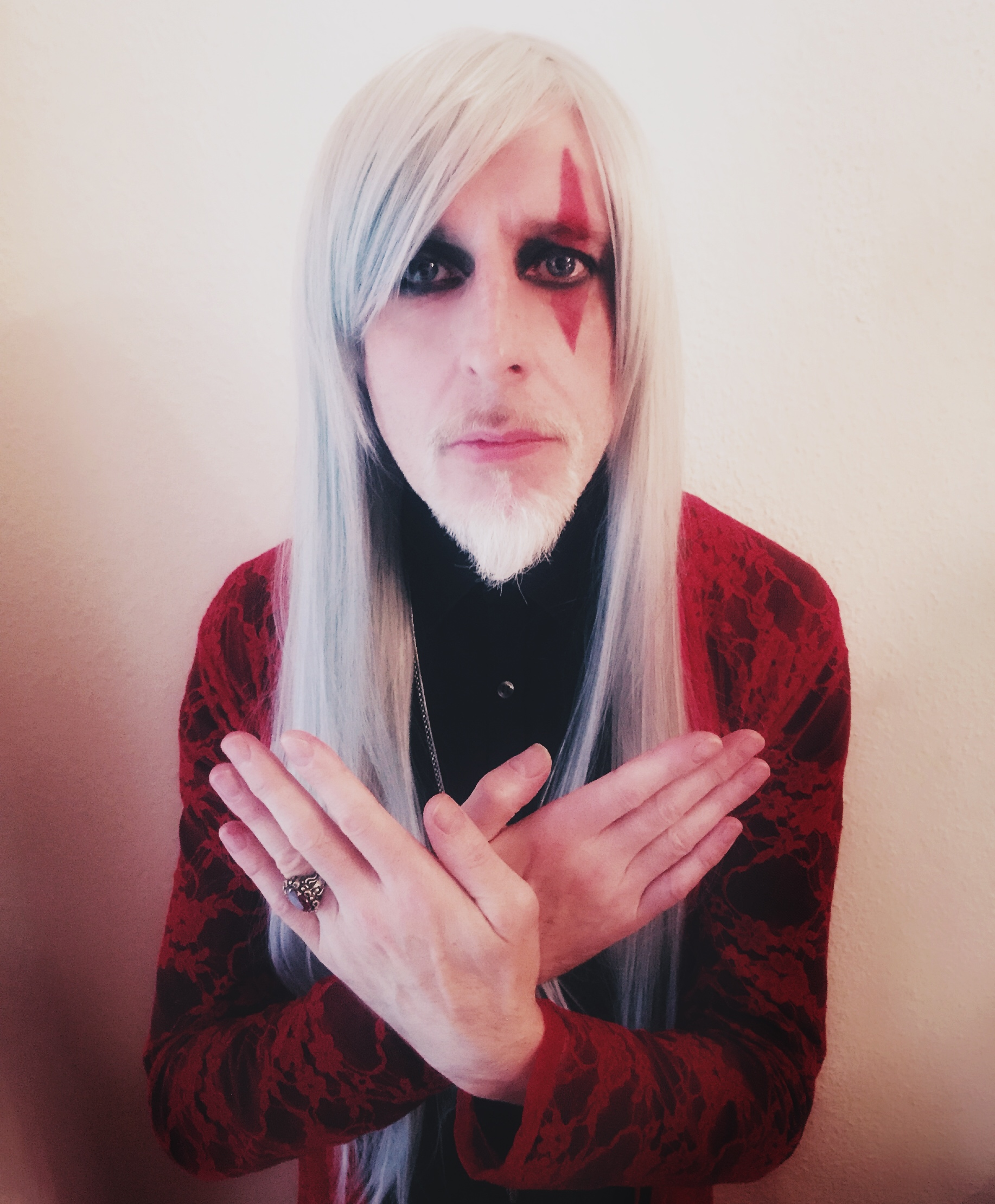
Michael Cashmore

Michael Cashmore (geb. vor 1986) ist ein britischer Musiker und Komponist. Er lebt und arbeitet in Berlin.

## Leben und Wirken
Er veröffentlichte unter dem Namen Nature and Organisation und seit 2006 vermehrt unter seinem echten Namen Musik. Cashmore ist ebenso seit den späten 1980er-Jahren ein relativ festes Mitglied der losen Formation Current 93. Er arbeitete mit zahlreichen bekannten Musikern vor allem des Neofolk-Genres zusammen, unter anderem Rose McDowall, Douglas Pearce, Steven Stapleton und David Tibet. Cashmore komponierte einen Großteil der Stücke von Current 93 und ist deren wichtigster Gitarrist seit dem Weggang von Douglas Pearce in den frühen 1990ern.
Nach mehreren Jahren, in denen er nur mit Current 93 zusammenarbeitete, veröffentlichte Cashmore im Mai 2006 sein erstes Soloalbum Sleep England.
Im Frühjahr 2007 erschien The Snow Abides, ein Minialbum, welches Songs mit Gesang von Antony, dem Frontmann von Antony and the Johnsons, beinhaltet. Die Texte der Stücke stammen allesamt von David Tibet, der auf dem Album aber nicht zu hören ist.
2008 veröffentlichte Cashmore zusammen mit Marc Almond (Soft Cell) die CD Gabriel & The Lunatic Lover mit zwei vertonten Gedichten des Dichters Graf Eric Stenbock.

## Diskographie

### Nature and Organisation
- 1986 Third Terminal Position (Tape)
- 1994 A Dozen Summers Against the World (EP/CD)
- 1994 Beauty Reaps the Blood of Solitude (CD)
- 1998 Death in a Snow Leopard Winter („unfertiges“ Album, CD)

### Michael Cashmore
- 2006 Sleep England (CD)
- 2007 The Snow Abides (mit Antony) (CD)
- 2021 The Night Has Rushed In (mit Anohni) (Single)

### Marc Almond with Michael Cashmore
- 2008 Gabriel & The Lunatic Lover (CD)
- 2011 Feasting with Panthers